# 賓厄姆鎮區 (愛荷華州漢考克縣)
賓厄姆鎮區（英語：Bingham Township）是位於美國愛荷華州漢考克縣的一個行政鎮區。

## 地方資料
根據2010年美國人口普查的數據，賓厄姆鎮區的面積為91.58平方千米，當中陸地面積為91.38平方千米，而水域面積為0.20平方千米。當地共有人口487人，而人口密度為每平方千米5.32人。